# الروراوة
الروراوة هي بلدية جزائرية تقع في ولاية البويرة, وتبعد عن عاصمة الولاية بحوالي 45 كليومتر.
وهذه البلدية تابعة لدائرة بئرغبالو.، البلدية منطقة ريفية.لا يزال شباب وسكان البلدبة يعانون من البطالة حتى الآن رغم بعض المشاريع التي أتت إلى البلدية لكنها لم تنجز أهمها :
مشروع «100 محل» والذي بدأ إنجازه بجميع البلديات الجزائرية وتم إنجازه ببلدية الروراوة منذ وقت طويل لكن أحدا لم يستفد منه وذلك لأسباب مجهولة وبقيت المحلات فارغة بدون رعاية أو حراسة فأصبحت وكرا للرذيلة والشرب وتم تكسير النوافذ الأبواب وحتى بعض الجدران مع كتابات مشينة عليها، وهذا في غياب الرقابة لم يهتم أحد من مسؤولي البلدية لهذ الأمر وتجاهلوه تماما، وبقي الأمر على حاله إلى يومنا هذا.

## مواضيع ذات صلة
- بلديات ولاية البويرة
- دوائر ولاية البويرة